# Dom Capers
Ernest Dominic „Dom“ Capers (* 7. August 1950 in Cambridge, Ohio) ist ein US-amerikanischer American-Football-Trainer. Aktuell ist er als Senior Defensive Assistant bei den Denver Broncos in der National Football League (NFL) tätig. Capers begann seine Karriere im College Football an der Kent State University. 1986 erhielt er seinen ersten Job in der NFL als Assistenztrainer bei den New Orleans Saints. Von 1995 bis 1998 war er Head Coach der neu gegründeten Carolina Panthers und von 2002 bis 2005 war er Head Coach der Houston Texans. Er ist die einzige Person, die zwei Expansion Teams der NFL in ihrer Gründungssaison als Head Coach betreute.